# Taekkyon
El taekkyon (택견) es un arte marcial clásico de la península de Corea. Esta disciplina incluye numerosas técnicas de pies así como movimientos fluidos de los brazos y golpes de manos abierta. A diferencia de otras artes marciales, se utilizan muy poco los golpes de puño y se hace más énfasis en todo tipo de patadas, agarres y barridos que buscan hacer perder el equilibrio al oponente para derribarle. Debido a su integración de acrobacias, técnicas de combate, música, y su origen en las clases populares el taekkyon es similar a la práctica de la capoeira desarrollada en Brasil.
Aunque los movimientos del taekkyon pueden parecerse a algunas técnicas del taekwondo coreano o del kung-fu  proveniente de China, hay una gran diferencia en sus técnicas, táctica y principios. Mientras varias de las técnicas de patadas del taekwondo son rígidas, semicirculares o rectas y sobrias, al ser estandarizadas dentro de los modelos similares al karate japonés (arte marcial tradicional de donde también provienen las técnicas de golpes de mano y puño, uniforme, bloqueos, formas o poomse y el sistema de grados por cinturones del taekwondo). Sin embargo las patadas del taekkyon son más circulares, continuas y fluidas. Asimismo, mientras que las técnicas de pateo del kung-fu son largas y estiradas (según el estilo) las técnicas del taekkyon son percutantes, continuas, ligeras pero potentes. Además, en lugar de utilizar la mano abierta o los dedos para golpear de forma semejante a las garras o cabezas de los animales como ocurre en el kung-fu/wu-shu (que utiliza muchas variantes), en el taekkyon se utiliza fundamentalmente la base de la palma de la mano, y el puño solo en algunas ocasiones, también se fomenta el uso asiduo de la esquiva en lugar de los bloqueos.
Los movimientos ligeros y gráciles del taekkyon tienen un aspecto similar al de una danza, pero tras ellos se esconde una enorme explosividad, que puede causar un gran daño (o incluso la muerte) a un oponente. Según el maestro Jung Kyun Hwa: «El taekkyon es gentil en su apariencia pero fuerte en espíritu».
El taekkyon igualmente ha sido codificado en el siglo XX para su enseñanza en 16 formas, figuras, o poomse (en coreano), (kata en japonés), las cuales resumen su base técnica (golpes, patadas, bloqueos) y táctica (desplazamientos).
Actualmente, el taekkyon se ha vuelto muy popular entre las mujeres, ya que requiere una mayor sensibilidad corporal y estética, además de tener un menor grado de contacto comparado con otras artes marciales o deportes de combate.
El taekkyon fue declarado Patrimonio Cultural Inmaterial de la Humanidad por la Unesco a petición de la República de Corea en 2011.

## Historia deltaekkyon

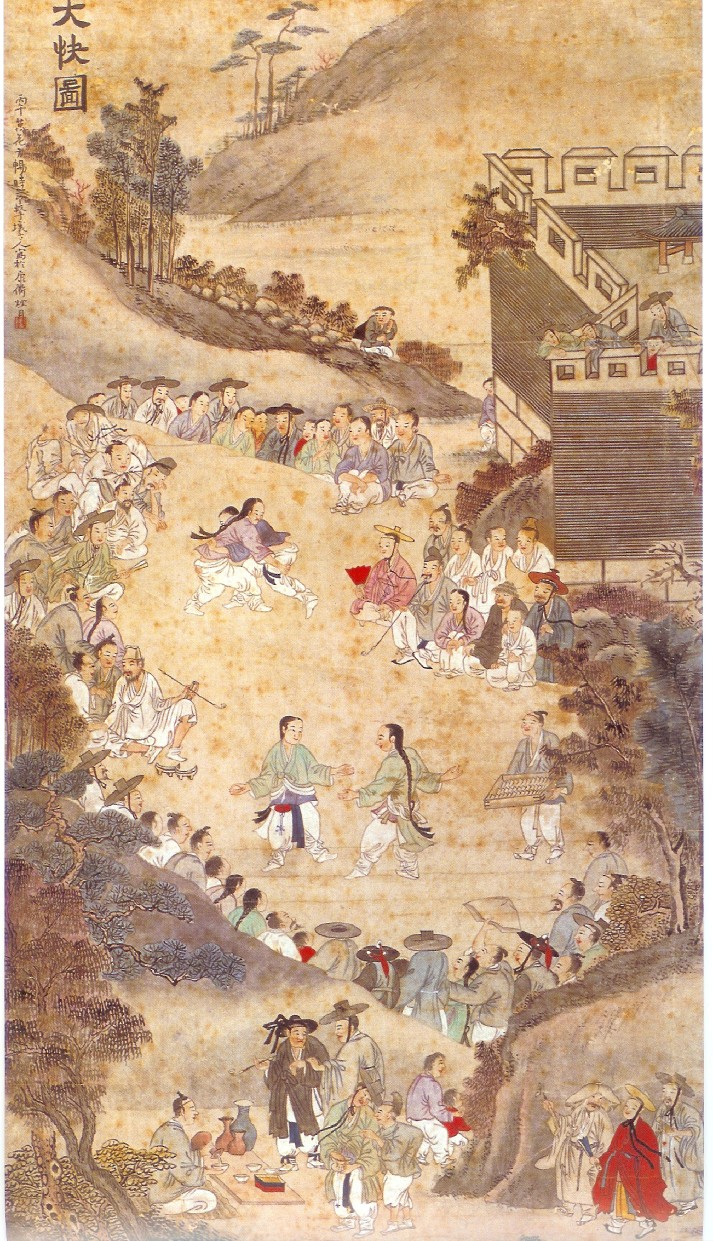
Pintura de Hyesan Yu-suk (유숙)(1827–1873) donde se ilustran la lucha ssrium y la danza taekkyon durante un festival

Los primeros registros históricos del taekkyon se remontan a las antiguas tumbas de Muyongchong y Samsilchong de la dinastía Goguryeo. Se cree que las pinturas que hay en las paredes de dichas tumbas retratan escenas de taekkyon, en las que se muestran figuras humanas en posición de combate con los brazos estirados hacia delante.
Se han encontrado evidencias que se remontan a la era Koguryo, cuando las técnicas de artes marciales eran muy avanzadas. En esa época, un gran número de militares practicaban taekkyon. En la era Joseon, las competiciones de taekkyon eran muy populares, especialmente entre el pueblo llano.
La práctica del taekkyon (ssubak en su origen) nunca figura como una técnica extendida en la península coreana, pero era practicada frecuentemente en los alrededores de Hanyang, la capital de la dinastía Joseon. En el auge de su popularidad, incluso el rey practicaba este arte marcial y las competiciones de taekkyon eran frecuentes. Pese a ello, el siguiente rey prohibió estas competiciones, debido principalmente por las apuestas que tenían lugar alrededor de las mismas —incluso se llegaban a apostar esposas y casas—, restringiendo el taekkyon a su uso puramente Militar. En los albores de la dinastía Joseon el arte original ssubak se dividió en dos; yusul (técnicas de lucha) y el taekkyon (técnicas de golpeo).
El taekkyon sufrió un duro golpe con la expansión del neoconfucianismo en Corea, lo cual prohibió la práctica de las artes marciales, en pro de la literatura, la filosofía, la música y las artes. Y años más tarde con la ocupación japonesa de Corea (1910-1945), periodo en el que el arte dejó de ser practicado hasta tal punto que fue considerado virtualmente extinto; pero pese a todo, en las décadas posteriores al fin del periodo colonial japonés, y de la Segunda Guerra Mundial (1939-1945), el taekkyon pudo resurgir. El último practicante de taekkyon de la «vieja escuela», fue el maestro Song Duk-ki (1893-1987), quien preservó la práctica del arte a lo largo de la ocupación japonesa (1910-1945) y subsecuentemente plantó las semillas para este resurgimiento en compañía de sus alumnos el maestro Shin Han-seung (1928-1987), y el maestro Jung Kyun-hwa, quien actualmente lidera el taekkyon a nivel mundial. 
El taekkyon fue declarado bien nacional intangible de interés cultural n.º 76" el 1 de junio de 1983. Por la UNESCO (Organización Educativa, Científica y Cultural de las Naciones Unidas). Es el único arte marcial coreano que posee tal catalogación, debido a que otras artes marciales coreanas más recientes como el taekwondo, el tangsudo y el hapkido, tienen una marcada influencia japonesa; mientras que el taekkyon inclusive se practica en conjunción con la música y en la vestimenta tradicional coreana.
Actualmente la mayoría de los maestros de taekkyon han muerto o se han retirado, y quedan muy pocos que continúen la tradición. En 1983, el Gobierno coreano designó y reconoció a este arte marcial como propiedad nacional importante e intangible para fomentar su conservación y promoción.

## Técnicas y principios deltaekkyon

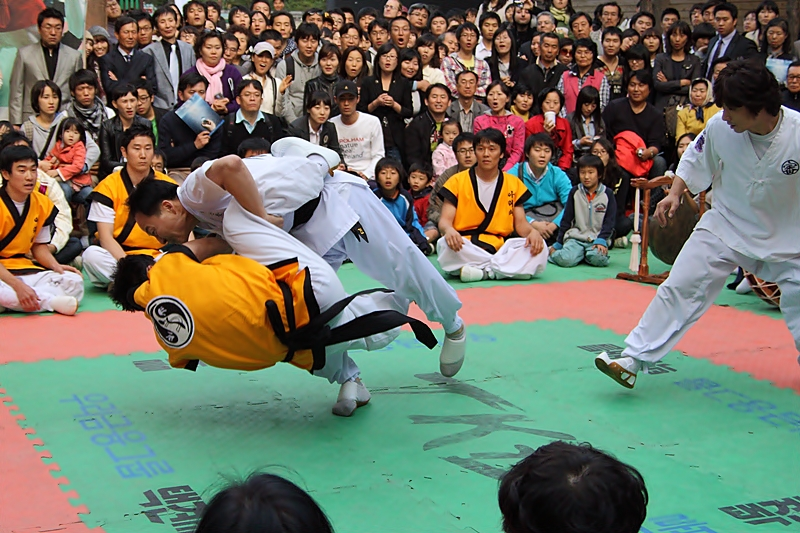
Tae-jil o combate reglado para demostración con semicontacto al punto

El taekkyon como la gran mayoría de las artes marciales tradicionales, se basa más en las técnicas de defensa que en las técnicas de ataque. Los movimientos son fluidos y espontáneos, y las manos, pies y el cuerpo se mueven constantemente. Una de sus características más destacables es que la fluidez de sus movimientos provoca un ritmo similar al de una danza, lo que lo convierte en un arte marcial muy artístico. Según el maestro Jung Kyun-hwa: «Los movimientos de tanto manos como pies son extremadamente importantes, ambos deben estar en movimiento constante; la potencia y la fuerza solo se muestran cuando hay equilibrio y flexibilidad en los movimientos de los pies y de las manos».
Las posiciones básicas en el taekkyon son wonpun (de pie con los pies separados la anchura de los hombros) y su puesta en movimiento, fijando un ritmo o pumbalgi (un pie adelantando un paso, manteniendo la anchura de los hombros). Con los pies paralelos en la posición (wonpun) se avanza un pie y se transfiere el peso corporal sobre esa pierna realizando el desplazamiento o pumbalgi. En segundo lugar, se transfiere el peso a la pierna atrasada y se retrocede el paso volviendo a la posición inicial. Esto se repite hacia delante y hacia detrás, hacia un lado y hacia otro, generando un patrón triangular. Después se aprenden las técnicas de pie o atepgeori, y las técnicas de mano (golpes, chequeos, bloqueos, atrapes y sujeciones) o dwietgeori, las cuales se inician con el movimiento hwalgaljit, estas se asemejan a los movimientos de las alas de los pájaros. 
Posteriormente se realiza el bonttaebuigi, donde el practicante explora y muestra diferentes aplicaciones posibles de los movimientos de manos y pies. Para finalizar el estudio técnico-táctico con las aplicaciones militares o geulleungeori. 
Entre las técnicas de pie se pueden destacar:
- Patada frontal con el empeine
- Giro del cuerpo y patada con el borde externo del pie, o con el talón
- Patada de fuera hacia dentro y dentro hacia fuera con los bordes interno y externo del pie
- Patadas en salto
- Giro del cuerpo y patada apoyando las dos manos en el suelo
- Golpear la cara del oponente con la planta del pie, o el antepié,

Algunas de las técnicas de mano son:
- Empujón o tirón al tronco o cuello del oponente o a sus piernas desde de pie o desde el suelo
- Golpear al oponente con la palma de la mano en el tronco o cuello
- Golpear al oponente con el puño, en las costillas, vientre o axila, o en los muslos.
- Tirar al oponente de la pierna al suelo, después de atraparle una patada.
- Golpear el cuello o rostro del oponente con la base de la palma de la mano, o el borde
- Clavar los dedos en los ojos del oponente.
- Barrer al oponente mediante una zancadilla, o por barrido, o enredando sus piernas, cuerpo o cuello.
- Lanzar al oponente agarrándole por los hombros, brazos, o caderas en combinación con un barrido de pies.

También existen otras técnicas como el hwalgejotgi, que consiste en mover los brazos para confundir al oponente y desviar su atención de los ataques con las piernas.

## Reglas de competición
Las reglas de competición de taekkyon fueron establecidas en enmiendas en 1991, 1997 y 1998.
Tras saludar respetuosamente al oponente en el centro del área, ambos competidores deben mantener una de sus piernas adelantada dentro de la distancia de ataque del oponente.
Un competidor gana el combate si:
- Una parte del cuerpo del oponente (por encima de la rodilla) toca el suelo tras un ataque válido
- Da una patada al oponente en la cara
- Si tras una patada (estando ambas piernas en el aire y por encima de la rodilla) el oponente pierde el equilibrio o retrocede más de dos pasos.

Algunos otros aspectos del reglamento de competición son:
- Área de combate: Debe medir 8 x 8 metros. El centro debe estar señalado por un círculo de 2'5 metros de diámetro.
- Arbitraje: 1 árbitro central, 2 jueces en las esquinas, 1 jurado, 1 cronometrador.
- Uniforme de competición: Los competidores deben llevar pantalones blancos de verano y calcetines acolchados de algodón. Uno de los competidores debe llevar la parte superior del traje de color azul mientras que el otro debe llevarla blanca.
- Niveles de competición: Existen diferentes niveles de competición. Individual, por equipos, adulto, estudiante y niños (menos de 10 años). Los competidores están separados por sexo y a veces se hace división por peso.
- Duración del combate: En las competiciones individuales, se realizan 3 rondas de 3 minutos cada una, con un minuto de descanso entre rondas. Para las competiciones de equipo, es una ronda de 3 minutos. No hay límite de tiempo en algunas competiciones como Cheonha Myongin (competición mundial).
- Sistemas de competición: Sistema de liga o torneo, sistema combinado de liga y torneo o sistema "round robin" (sistema en el que todos los participantes se enfrentan entre sí, sin ser eliminados al perder un combate).

## Grados
Originalmente, en el taekkyon no existían rangos ni graduaciones. El sistema actual de grados, que va de PUM (principiante) a DAN (nivel experto), fue introducido por primera vez en los años 70 tomado del modelo usado en el Taekwondo para intentar sistematizar, conservar y popularizar el taekkyon. Hay en total 18 grados, que ordenados desde practicante a experto son:
- Principiante
- 8ºPum ~ 1ºPum - (Siendo 8ºPum el más inexperto y 1ºPum el más experto)
- 1ºDan ~ 9ºDan - (Siendo 1ºDan el más inexperto y 9ºDan el más experto)

Generalmente, para alcanzar el 9ºDan se necesitan 40 años. Ese tiempo puede ser más corto para los practicantes que han contribuido a la popularización o desarrollo del taekkyon ganando competiciones, publicando un libro o tesis sobre taekkyon, recibiendo premios o abriendo una escuela.

## Artes marciales derivadas
Las artes marciales modernas que más se han beneficiado de la metodología y de algunas de las técnicas de pateo continuo, atrapes con los pies, patadas en el aire a más de un oponente, y barridos. Basadas en los movimientos del taekkyon; han sido las disciplinas coreanas modernas de: el Taekwondo, el Tangsudo/ Tang Soo Do, y el Hapkido, quienes ya habían sido influenciadas con anterioridad por las artes marciales japonesas del karate-Do, el Judo, y el Daitō-ryū aiki jiu-jitsu. Tras la Ocupación japonesa de Corea (1910 - 1945).

## Galería

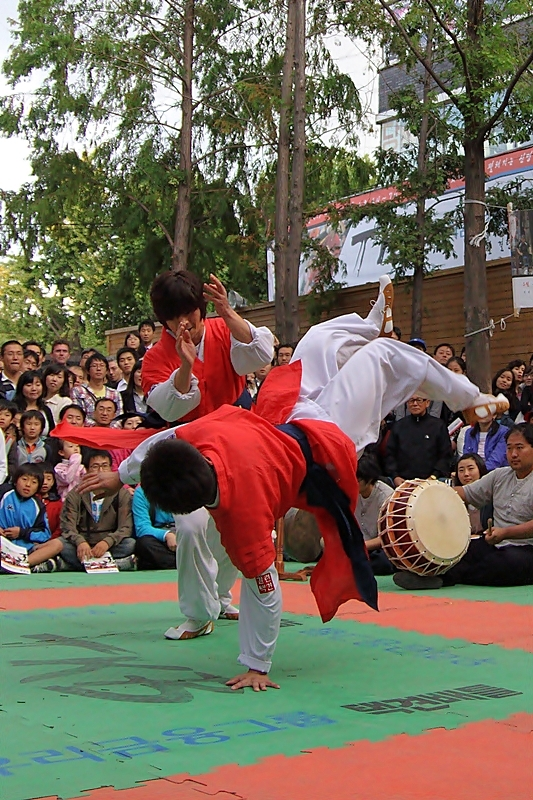
Nal-Chi-Gi-
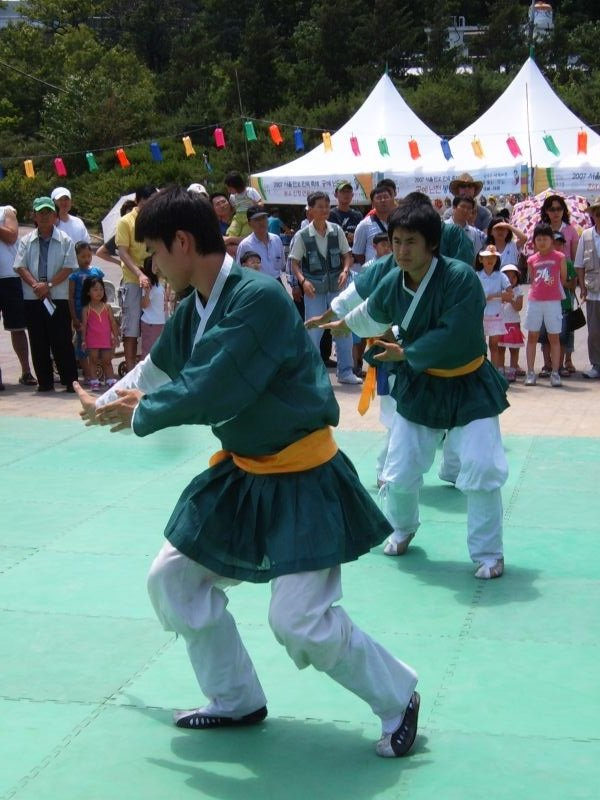
Combate de Taekkyeon promocionado por Hi! Seoul Festival el 28 de abril de 2007.
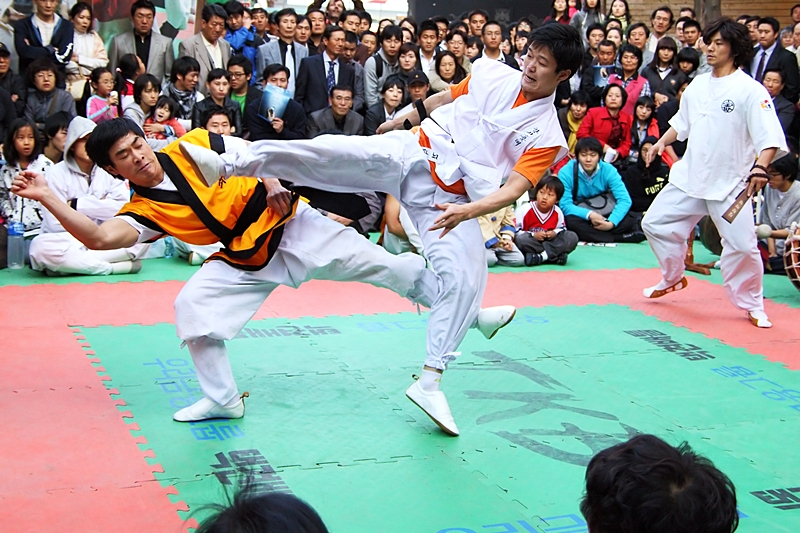
Up-Eo-Chi-Gi.
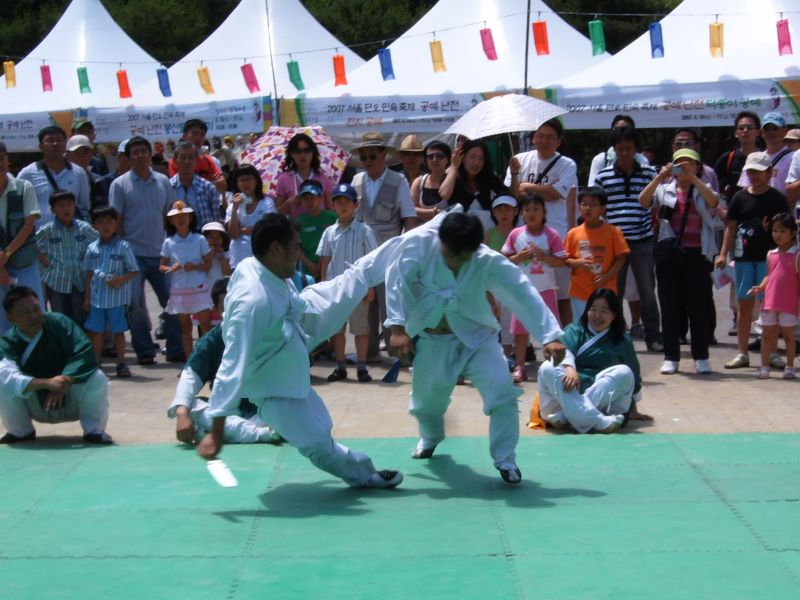
Practicantes de Taekkyeon.